# Ziegelhütte (Wildflecken)
Ziegelhütte ist ein Gemeindeteil des Marktes Wildflecken im unterfränkischen Landkreis Bad Kissingen in Bayern. Ziegelhütte liegt in der Gemarkung Wildflecken.

## Geographische Lage
Der Weiler liegt am Rotgraben, einem linken Zufluss der Sinn. Die Staatsstraße 2267 führt zur Staatsstraße 2289 bei Wildflecken (1,2 km nordwestlich) bzw. nach Langenleiten (5,5 km südöstlich). Eine Gemeindeverbindungsstraße führt die St 2267 kreuzend nach Oberwildflecken zur Kreisstraße KG 22 (2,6 km nordöstlich). Ein Wirtschaftsweg führt zur Schlöglalm (0,5 km südlich).

## Geschichte
Mit dem Gemeindeedikt (frühes 19. Jahrhundert) wurde Ziegelhütte der neu gebildeten Ruralgemeinde Wildflecken zugewiesen.